# Eleccions generals espanyoles de 2011
El 20 de novembre de 2011 se celebraren eleccions a Corts Generals a Espanya. El president del govern espanyol, José Luis Rodríguez Zapatero anuncià l'avançament electoral el 29 de juliol de 2011. Han estat les onzenes eleccions generals des de la Transició i serveixen per renovar els 350 escons del Congrés dels diputats i 208 dels 264 escons del Senat. La convocatòria oficial d'aquestes eleccions es realitzà mitjançant Reial Decret el 26 de setembre, ajustant-se als 54 dies naturals de termini establerts a l'artícle 42.1 de la Llei Orgànica 5/1985, de 19 de juny, del Règim Electoral General.
Així mateix, són les primeres eleccions generals des de 1996 que no coincideixen amb les eleccions al Parlament d'Andalusia, i després d'aquestes es donarà pas a la X Legislatura.

## Avançament electoral
La fi de la legislatura de José Luis Rodríguez Zapatero estava inicialment previst per al mes de març de 2012, però en plena crisi financera espanyola, el 29 de juliol de 2011 declarà la seua intenció de convocar eleccions anticipades per al dia 20 de novembre de 2011. Aquesta decisió fa d'aquestes eleccions el setè avançament electoral (per 4 mesos a penes en aquest cas) des de la transició.

## Precampanya electoral

### Partits polítics i coalicions

#### Partit Socialista Obrer Espanyol (PSOE)

##### Candidat
El PSOE afrontà les eleccions de 2011 liderat per Alfredo Pérez Rubalcaba, ministre de diverses carteres durant els últims anys de govern del president Zapatero, que fou proclamat com a candidat a la presidència del Govern el 9 de juliol de 2011. Cap altre membre del partit anuncià la seua intenció de presentar-se com a candidat, fet habitual quan un president del Govern vol presentar-se a una reelecció.

#### Partit Popular (PP)

##### Candidat
El PP arribà a les eleccions després de la victòria a les eleccions municipals i autonòmiques del 22 de maig de 2011, liderat per Mariano Rajoy que es presentà per tercera vegada a la candidatura per la presidència del Govern després de perdre les dues últimes eleccions.

#### Esquerra Unida (IU)

##### Candidat
Després de les eleccions generals de 2008, Gaspar Llamazares hi renuncià a tornar a presentar-se. El 12 de juliol de 2011 la Presidència Executiva Federal d'IU proposà Cayo Lara com a candidat a les eleccions generals. La candidatura fou aprovada per 33 vots a favor, 1 en contra i 3 abstencions. En canvi, Cayo Lara només és candidat provisional fins a la propera reunió del Consell Polític Federal durant la segona semana de setembre en què s'haurà de ratificar la decisió de la Presidència. Aquest tràmit formal només pot ser superat si no hi ha altres aspirants que reunesquen els avals necessaris, d'altra manera s'hauria d'obrir un procés de primàries.

#### Unió, Progrés i Democràcia (UPyD)
El partit va escollir com a cap de llista al Congés per Madrid al congrés a Rosa Díez en eleccions primàries.

#### Convergència i Unió (CiU)

##### Candidat
Convergència i Unió va ratificar el 23 de juliol Josep Antoni Duran Lleida com el seu candidat, que repeteix per tercera vegada.

#### Esquerra Republicana de Catalunya-Reagrupament Independentista-Catalunya Sí(ERC-RI)
Coalició formada per Esquerra Republicana de Catalunya, Reagrupament Independentista i la plataforma d'independents Catalunya Sí.

##### Candidats
Alfred Bosch és escollit cap de llista de la coalició independentista catalana al Congrés de Diputats amb el 65% dels vots a les primàries d'ERC celebrades el 17 de setembre del 2011. D'altra banda, el candidat de la coalició al Senat és Moisès Broggi. La campanya va tenir un pressupost de 660.000 euros

#### Compromís Q
La Coalició Compromís formada pels partits BLOC Nacionalista Valencià (BLOC), Iniciativa del Poble Valencià (IdPV) i Els Verds - Esquerra Ecologista del País Valencià (EV-EE) decideixen incloure a les seues llistes a la plataforma Equo i trien com a cap de llista per la circumscripció de València al nacionalista Joan Baldoví.

##### Altres líders de Compromís-Q
Aitana Mas i Roger Mira van ser els caps de llista per Alacant i Castelló respectivament. Pel que fa a les candidatures al Senat, Pere Fuset i Enric Bataller foren candidats per València.

##### Programa electoral
Una de les primeres propostes que Compromís va traure a debat en eixa campanya electoral va ser la realització d'un referèndum per canviar la llei electoral espanyola. La proposta de canvi de llei electoral va ser batejada com Referèndum Baldoví.
Els eixos programàtics que defensa la candidatura de Baldoví són les infraestructures -especialment l'arribada i posada en funcionament del Corredor Mediterrani a tot el País Valencià-, la reforma de la llei electoral -per la via del "referèndum Baldoví" - i la defensa de la llengua i identitat valencianes.
En la campanya electoral, Baldoví es va mostrar molt combatent a l'hora de demanar que els impostos no gravaren excessivament als treballadors amb nòmina i autònoms, demanant un "mim" especial a aquests últims i als emprenedors (en entendre que són els que generen la major part de l'ocupació), arribant a afirmar que "Per crear ocupació cal ajudar els currants".

#### Partit Socialista de Mallorca-IniciativaVerds-Entesa per Mallorca-EQUO

##### Candidats
El cap de la llista de la coalició al Congrés de Diputats serà el batle d'Esporles Miquel Ensenyat Riutort, amb el coordinador general d'IniciativaVerds David Abril Hervás com a número 2. Els candidats al Senat per la circumscripció de Mallorca seran Francisca Mas (IV) i Jaume Català (ExM).

#### Partit Nacionalista Basc(PNB)
El PNV es va presentar en solitari a Àlaba, Guipúscoa i Biscaia, i en la coalició Geroa Bai a Navarra, encapçalats al congrés per Josu Erkoreka a Biscaia, Emilio Olabarria a Àlaba i Arantza Tapia a Guipúscoa.

#### Amaiur
Coalició formada per Eusko Alkartasuna, Aralar, Alternatiba i independents de l'esquerra abertzale.

#### Geroa Bai (G-Bai)
Per impulsar la continuïtat de Nafarroa Bai després de l'abandonament d'Eusko Alkartasuna i de Batzarre, i davant l'acord d'Aralar per concórrer al costat de Bildu en la coalició Amaiur. L'1 de setembre de 2011 es va crear l'associació Zabaltzen a partir dels independents de Nafarroa Bai des de la seva fundació, i el 19 de setembre es va anunciar la incorporació del partit de Villava Atarrabia Taldea, que ja ha havia concorregut en altres cites electorals en coalició amb Nafarroa Bai, per poder seguir constituint-se com coalició d'acord amb la legislació electoral, i també es va fer públic que la seva cap de llista tornaria a ser Uxue Barkos, però Aralar, propietària legal de la marca Nafarroa Bai, va impedir als altres integrants seguir usant-la, de manera que en les eleccions generals es presentaran amb el nom de Geroa Bai, diferenciant-se així de la coalició Nafarroa Bai present en les corporacions municipals i al Parlament de Navarra.

#### Anticapitalistes/Anticapitalistas
Coalició promoguda per Revolta Global-Esquerra Anticapitalista/Izquierda Anticapitalista i formada a més per Los Verdes Comunidad de Madrid, En Lucha, Lucha Internacionalista, Izquierda Social de Alcobendas i un gran nombre d'activistes independents.

### Enquestes
Enquestes del Centro de Investigaciones Sociológicas (CIS)
| Data         | PSOE  | PP    | IU   | CiU  | ERC  | PNB  | BNG  | CC   | NaBai | UPyD | Altres | Cap dels esmentats |
| ------------ | ----- | ----- | ---- | ---- | ---- | ---- | ---- | ---- | ----- | ---- | ------ | ------------------ |
| Abril 2008   | 43,6% | 37,6% | 3,9% | 3,2% | 1,6% | 1,5% | 1,1% | —    | —     | 2,6% | 2,3%   | 2,6%               |
| Juliol 2008  | 39,5% | 39,3% | 4,8% | 3,3% | 1,5% | 1,1% | 0,9% | —    | —     | 2,5% | 4,0%   | 3,1%               |
| Octubre 2008 | 39,7% | 39,7% | 4,3% | 3,8% | 1,3% | 1,1% | 0,9% | —    | —     | 2,9% | 4,1%   | 2,1%               |
| Gener 2009   | 39,7% | 39,5% | 4,5% | 3,4% | 1,3% | 1,1% | 1,0% | —    | —     | 3,1% | 4,3%   | 2,1%               |
| Abril 2009   | 40,8% | 40,0% | 4,5% | 3,4% | 1,5% | 1,0% | 0,6% | —    | —     | 2,9% | 3,8%   | 1,5%               |
| Juliol 2009  | 39,0% | 40,2% | 4,6% | 3,4% | 1,6% | 1,2% | 0,8% | 0,5% | —     | 3,2% | 3,1%   | 2,4%               |
| Octubre 2009 | 37,7% | 41,0% | 4,7% | 3,7% | 1,5% | 1,3% | 0,8% | 0,5% | —     | 3,7% | 3,2%   | 1,9%               |
| Gener 2010   | 36,2% | 40,0% | 6,1% | 3,7% | 1,3% | 1,0% | 0,8% | 0,9% | —     | 4,4% | 3,5%   | 2,1%               |
| Abril 2010   | 38,0% | 39,5% | 5,8% | 3,6% | 1,0% | 1,3% | 0,7% | 0,6% | —     | 3,3% | 3,7%   | 2,5%               |
| Juliol 2010  | 34,9% | 41,2% | 5,4% | 4,1% | 1,4% | 1,3% | 1,1% | 0,4% | —     | 3,8% | 4,0%   | 2,4%               |
| Octubre 2010 | 34,3% | 42,2% | 6,2% | 3,5% | 0,8% | 1,2% | 0,8% | 0,7% | —     | 4,1% | 3,2%   | 1,1%               |
| Gener 2011   | 34,0% | 44,1% | 5,7% | 3,9% | 0,8% | 1,2% | 0,9% | 0,5% | —     | 2,9% | 3,5%   | 2,5%               |
| Abril 2011   | 33,4% | 43,8% | 5,2% | 3,5% | 1,3% | 1,3% | 0,9% | 0,5% | 0,4%  | 3,5% | 3,8%   | 2,2%               |
| Juliol 2011  | 36,0% | 43,1% | 5,1% | 3,1% | 1,1% | 1,0% | 0,5% | 0,5% | 0,2%  | 3,0% | 4,3%   | 2,1%               |
| Octubre 2011 | 29,9% | 46,6% | 6,1% | 3,1% | 1,2% | 1,2% | 0,8% | 0,6% | —     | 2,9% |        | 3,6%               |

## Resultats

### Congrés
- Electorat: 35.779.491
- Votants: 24.666.441 (68,94%).
- Abstenció: 11.113.050 (31,06%).
- Vots vàlids: 24.348.886 (98,71%).
- Vots a candidatures: 24.015.425 (98,63%).
- Vots Blancs: 333.461 (1,37%).
- Vots nuls: 317.555 (1,29%).

| ← Eleccions generals espanyoles, 20 de novembre de 2011 →                              |            |        |      |        |        |      |
| Partit                                                                                 | Vots       | %      | Dif. | Escons | % Esc. | Dif. |
| Partit Popular (PP)                                                                    | 10.866.566 | 44,63% |      | 186    |        | +32  |
| Partit Socialista Obrer Espanyol (PSOE)                                                | 7.003.511  | 28,76% |      | 110    |        | -59  |
| Esquerra Unida (IU) - Iniciativa per Catalunya Verds (ICV) - Chunta Aragonesista (CHA) | 1.686.040  | 6,92%  |      | 11     |        | +9   |
| Unió, Progrés i Democràcia (UPyD)                                                      | 1.143.225  | 4,70%  |      | 5      |        | +4   |
| Convergència i Unió (CiU)                                                              | 1.015.691  | 4,17%  |      | 16     |        | +6   |
| Amaiur (Amaiur)                                                                        | 334.498    | 1,37%  |      | 7      |        | +7   |
| Partit Nacionalista Basc (EAJ/PNB)                                                     | 324.317    | 1,33%  |      | 5      |        | -1   |
| Esquerra Republicana de Catalunya (ERC)                                                | 256.393    | 1,05%  |      | 3      |        | =    |
| Bloc Nacionalista Gallec (BNG)                                                         | 184.037    | 0,75%  |      | 2      |        | =    |
| Coalició Canària (CC)                                                                  | 143.881    | 0,59%  |      | 2      |        | =    |
| Coalició Compromís (Compromís-Q)                                                       | 125.306    | 0,51%  |      | 1      |        | +1   |
| Foro Asturias (Foro Asturias)                                                          | 99.473     | 0,41%  |      | 1      |        | +1   |
| Geroa Bai (G-Bai)                                                                      | 42.415     | 0,17%  |      | 1      |        | +1   |

#### Candidats electes per circumscripcions
| Comunitat o ciutat autònoma | Circumscripció                                          | Partit     | Vots      | %      | Diputats | +/- |
| --------------------------- | ------------------------------------------------------- | ---------- | --------- | ------ | --- | --- |
| · ANDALUSIA                 | Almeria 6 diputats                                      | PP         | 179.881   | 57,73% | 4 () | +1  |
| · ANDALUSIA                 | Almeria 6 diputats                                      | PSOE       | 92.736    | 29,76% | 2 () | -1  |
| · ANDALUSIA                 | Cadis 8 diputats (un menys que a les eleccions de 2008) | PP         | 291.675   | 47,06% | 5 () | +1  |
| · ANDALUSIA                 | Cadis 8 diputats (un menys que a les eleccions de 2008) | PSOE       | 203.028   | 32,76% | 3 () | -2  |
| · ANDALUSIA                 | Còrdova 6 diputats                                      | PP         | 208.889   | 44,63% | 3 () | +1  |
| · ANDALUSIA                 | Còrdova 6 diputats                                      | PSOE       | 170.033   | 36,33% | 3 () | -1  |
| · ANDALUSIA                 | Granada 7 diputats                                      | PP         | 236.981   | 46,75% | 4 () | +1  |
| · ANDALUSIA                 | Granada 7 diputats                                      | PSOE       | 184.895   | 36,47% | 3 () | -1  |
| · ANDALUSIA                 | Huelva 5 diputats                                       | PP         | 115.496   | 43,88% | 3 () | +1  |
| · ANDALUSIA                 | Huelva 5 diputats                                       | PSOE       | 106.727   | 40,55% | 2 () | -1  |
| · ANDALUSIA                 | Jaén 6 diputats                                         | PP         | 182.523   | 45,31% | 3 () | +1  |
| · ANDALUSIA                 | Jaén 6 diputats                                         | PSOE       | 165.094   | 40,99% | 3 () | -1  |
| · ANDALUSIA                 | Màlaga 10 diputats                                      | PP         | 357.099   | 49,70% | 6 () | +1  |
| · ANDALUSIA                 | Màlaga 10 diputats                                      | PSOE       | 226.674   | 31,55% | 3 () | -2  |
| · ANDALUSIA                 | Màlaga 10 diputats                                      | IULV-CA    | 64.822    | 9,02%  | 1 () | +1  |
| · ANDALUSIA                 | Sevilla 12 diputats                                     | PSOE       | 441.657   | 41,71% | 6 () | -2  |
| · ANDALUSIA                 | Sevilla 12 diputats                                     | PP         | 409.547   | 38,68% | 5 () | +1  |
| · ANDALUSIA                 | Sevilla 12 diputats                                     | IULV-CA    | 91.368    | 8,62%  | 1 () | +1  |
| · ARAGÓ                     | Osca 3 diputats                                         | PP         | 58.257    | 48,56% | 2 (María Blanca Puyuelo Del Val, Manuel Mora Bernat) | +1  |
| · ARAGÓ                     | Osca 3 diputats                                         | PSOE       | 40.423    | 33,69% | 1 (Víctor Morlán Gracia Teruel) | -1  |
| · ARAGÓ                     | Terol 3 diputats                                        | PP         | 39.791    | 51,73% | 2 (Carlos Enrique Muñoz Obón, Santiago Lanzuela Marina) | +1  |
| · ARAGÓ                     | Terol 3 diputats                                        | PSOE       | 25.203    | 32,77% | 1 (Vicente Guillen Izquierdo Zaragoza) | -1  |
| · ARAGÓ                     | Saragossa 7 diputats                                    | PP         | 240.564   | 46,94% | 4 (Eloy Suárez Lamata, Baudilio Tomé Muguruza, Ramón Moreno Bustos, Pilar Cortés Bureta) | +1  |
| · ARAGÓ                     | Saragossa 7 diputats                                    | PSOE       | 157.616   | 30,75% | 2 (María Pilar Alegría Continente, María Susana Sumelzo Jordán) | -2  |
| · ARAGÓ                     | Saragossa 7 diputats                                    | CHA-IU     | 58.749    | 11,46% | 1 (Chesús Yuste Cabello) | +1  |
| ASTÚRIES                    | Astúries 8 diputats                                     | PP         | 222.179   | 35,41% | 3 (María Mercedes Fernández González, Ovidio Sánchez Díaz, María Del Carmen Rodríguez Maniega) | -1  |
| ASTÚRIES                    | Astúries 8 diputats                                     | PSOE       | 183.170   | 29,19% | 3 (Antonio Ramón María Trevín Lombán, María Luisa Carcedo Roces, María Virtudes Monteserín Rodríguez) | -1  |
| ASTÚRIES                    | Astúries 8 diputats                                     | FAC        | 92.549    | 14,75% | 1 (Enrique Álvarez Sostres) | +1  |
| ASTÚRIES                    | Astúries 8 diputats                                     | IU-IX      | 83.312    | 13,27% | 1 (Gaspar Llamazares) | +1  |
| · BALEARS                   | Balears 8 diputats                                      | PP         | 216.808   | 49,53% | 5 (Miquel Ramis, Enrique Fajarnés, Joan Carles Grau Reinés, Isabel Borrego Cortés, substituïda per Rogelio Araújo Gil Mariona Ares) | +1  |
| · BALEARS                   | Balears 8 diputats                                      | PSIB-PSOE  | 126.344   | 28,86% | 3 (Pablo Martín Peré, Sofia Hernanz Costa, Guillem Garcia Casulla) | -1  |
| · CANÀRIES                  | Las Palmas 8 diputats                                   | PP         | 240.660   | 51,07% | 5 (José Manuel Soria López, Matilde Pastora Asian González, Guillermo Carlos Mariscal Anaya, Celia Alberto Pérez, Francisco Domingo Cabrera García) | +1  |
| · CANÀRIES                  | Las Palmas 8 diputats                                   | PSOE       | 123.158   | 26,13% | 2 (Sebastian Franquis Vera, Pilar Grande Pesquero) | -2  |
| · CANÀRIES                  | Las Palmas 8 diputats                                   | CC-PNC-PIL | 53.192    | 11,28% | 1 (Pedro Quevedo Iturbe) | +1  |
| · CANÀRIES                  | Santa Cruz de Tenerife 7 diputats                       | PP         | 204.977   | 44,85% | 4 (Pablo Matos Mascareño, Águeda Fumero Roque, Ernesto Aguiar Rodríguez, Manuel Luis Torres Herrera) | +2  |
| · CANÀRIES                  | Santa Cruz de Tenerife 7 diputats                       | PSOE       | 107.317   | 23,48% | 2 (José Segura Clavell, Patricia Hernández Gutiérrez) | -1  |
| · CANÀRIES                  | Santa Cruz de Tenerife 7 diputats                       | CC-PNC     | 90.358    | 19,77% | 1 (Ana María Oramas González-Moro) | -1  |
| CANTÀBRIA                   | Cantàbria 5 diputats                                    | PP         | 182.653   | 52,20% | 4 (Ana María Madrazo Díaz, José María Lassalle Ruíz, María Jesús Susinos Tarrero, José María Alonso Ruíz) | +1  |
| CANTÀBRIA                   | Cantàbria 5 diputats                                    | PSOE       | 88.104    | 25,18% | 1 (María del Puerto Gallego Arriola) | -1  |
| CASTELLA-LA MANXA           | Albacete 4 diputats                                     | PP         | 127.883   | 55,14% | 3 () | +1  |
| CASTELLA-LA MANXA           | Albacete 4 diputats                                     | PSOE       | 69.762    | 30,08% | 1 () | -1  |
| CASTELLA-LA MANXA           | Ciudad Real 5 diputats                                  | PP         | 164.685   | 55,25% | 3 () | =   |
| CASTELLA-LA MANXA           | Ciudad Real 5 diputats                                  | PSOE       | 95.236    | 31,95% | 2 () | =   |
| CASTELLA-LA MANXA           | Conca 3 diputats                                        | PP         |           | %      | ' () | '   |
| CASTELLA-LA MANXA           | Conca 3 diputats                                        | PSOE       |           | %      | ' () | '   |
| CASTELLA-LA MANXA           | Guadalajara 3 diputats                                  | PP         |           | %      | ' () | '   |
| CASTELLA-LA MANXA           | Guadalajara 3 diputats                                  | PSOE       |           | %      | ' () | '   |
| CASTELLA-LA MANXA           | Toledo 6 diputats                                       | PP         |           | %      | ' () | '   |
| CASTELLA-LA MANXA           | Toledo 6 diputats                                       | PSOE       |           | %      | ' () | '   |
| CASTELLA I LLEÓ             | Àvila 3 diputats                                        | PP         |           | %      | ' () | '   |
| CASTELLA I LLEÓ             | Àvila 3 diputats                                        | PSOE       |           | %      | ' () | '   |
| CASTELLA I LLEÓ             | Burgos 4 diputats                                       | PP         |           | %      | ' () | '   |
| CASTELLA I LLEÓ             | Burgos 4 diputats                                       | PSOE       |           | %      | ' () | '   |
| CASTELLA I LLEÓ             | Lleó 5 diputats                                         | PSOE       |           | %      | ' () | '   |
| CASTELLA I LLEÓ             | Lleó 5 diputats                                         | PP         |           | %      | ' () | '   |
| CASTELLA I LLEÓ             | Palència 3 diputats                                     | PP         |           | %      | ' () | '   |
| CASTELLA I LLEÓ             | Palència 3 diputats                                     | PSOE       |           | %      | ' () | '   |
| CASTELLA I LLEÓ             | Salamanca 4 diputats                                    | PP         |           | %      | ' () | '   |
| CASTELLA I LLEÓ             | Salamanca 4 diputats                                    | PSOE       |           | %      | ' () | '   |
| CASTELLA I LLEÓ             | Segòvia 3 diputats                                      | PP         |           | %      | ' () | '   |
| CASTELLA I LLEÓ             | Segòvia 3 diputats                                      | PSOE       |           | %      | ' () | '   |
| CASTELLA I LLEÓ             | Sòria 2 diputats                                        | PP         |           | %      | ' () | '   |
| CASTELLA I LLEÓ             | Sòria 2 diputats                                        | PSOE       |           | %      | ' () | '   |
| CASTELLA I LLEÓ             | Valladolid 5 diputats                                   | PP         |           | %      | ' () | '   |
| CASTELLA I LLEÓ             | Valladolid 5 diputats                                   | PSOE       |           | %      | ' () | '   |
| CASTELLA I LLEÓ             | Zamora 3 diputats                                       | PP         |           | %      | ' () | '   |
| CASTELLA I LLEÓ             | Zamora 3 diputats                                       | PSOE       |           | %      | ' () | '   |
| · CATALUNYA                 | Barcelona 31 diputats                                   | PSC-PSOE   | 725.669   | 27,78% | 10 (Carmen Chacón, Daniel Fernández, Joan Rangel, Esperança Esteve, José Zaragoza, Isabel López, Albert Soler, Meritxell Batet, Román Ruiz, Juan Carlos Corcuera) | -6  |
| · CATALUNYA                 | Barcelona 31 diputats                                   | CiU        | 709.223   | 27,15% | 9 (Josep Antoni Duran i Lleida, Pere Macias, Mercè Pigem, Carles Campuzano, Immaculada Riera, Josep Sánchez i Llibre, Antoni Picó, Lourdes Ciuró, Feliu-Joan Guillaumes) | +3  |
| · CATALUNYA                 | Barcelona 31 diputats                                   | PP         | 547.166   | 20,95% | 7 (Jorge Fernández Díaz, Jorge Moragas, Àngels Esteller, José Luis Ayllón, Dolors Montserrat, Antonio Gallego, Daniel Serrano) | +1  |
| · CATALUNYA                 | Barcelona 31 diputats                                   | ICV-EUiA   | 236.916   | 9,07%  | 3 (Joan Coscubiela, Laia Ortiz, Joan Josep Nuet) | +2  |
| · CATALUNYA                 | Barcelona 31 diputats                                   | ERC-RI     | 169.284   | 6,48%  | 2 (Alfred Bosch, Joan Tardà) | =   |
| · CATALUNYA                 | Girona 6 diputats                                       | CiU        | 119.973   | 39,27% | 3 (Jordi Xuclà i Costa, Montserrat Surroca i Comas, Carles Pàramo i Ponsetí) | +1  |
| · CATALUNYA                 | Girona 6 diputats                                       | PSC-PSOE   | 65.471    | 21,43% | 1 (Àlex Sáez i Jubero) | -2  |
| · CATALUNYA                 | Girona 6 diputats                                       | PP         | 49.503    | 16,20% | 1 (Concepció Veray Cama) | +1  |
| · CATALUNYA                 | Girona 6 diputats                                       | ERC-RI.cat | 32.834    | 10,74% | 1 (Teresa Jordà i Roura) | =   |
| · CATALUNYA                 | Lleida 4 diputats                                       | CiU        | 79.346    | 41,35% | 2 (Concepció Tarruella i Tomàs, Marc Solsona Aixalà) | +1  |
| · CATALUNYA                 | Lleida 4 diputats                                       | PSC-PSOE   | 38.977    | 20,31% | 1 (Teresa Cunillera i Mestres) | -1  |
| · CATALUNYA                 | Lleida 4 diputats                                       | PP         | 37.299    | 19,44% | 1 (José Ignacio Llorens Torres) | =   |
| · CATALUNYA                 | Tarragona 6 diputats                                    | CiU        | 105.721   | 30,55% | 2 (Jordi Jané i Guasch, Martí Barberà i Montserrat) | +1  |
| · CATALUNYA                 | Tarragona 6 diputats                                    | PSC-PSOE   | 90.206    | 26,07% | 2 (Francesc Vallès Vives, Joan Ruiz i Carbonell) | -2  |
| · CATALUNYA                 | Tarragona 6 diputats                                    | PP         | 81.834    | 23,65% | 2 (Alejandro Fernández Álvarez, Juan Bertomeu Bertomeu) | +1  |
| · CEUTA                     | Ceuta 1 diputat                                         | PP         | 20.981    | 66,02% | 1 (Francisco Márquez de la Rubia) | =   |
| · EXTREMADURA               | Badajoz 6 diputats                                      | PP         | 207.099   | 50,69% | 4 (María Teresa Angulo Romero, Alejandro Ramírez del Molino Morán, Bibiano Serrano Calurano, Germán Augusto López Iglesias) | +1  |
| · EXTREMADURA               | Badajoz 6 diputats                                      | PSOE       | 153.340   | 37,53% | 2 (María Soledad Pérez Domínguez, José Ignacio Sánchez Amor) | -1  |
| · EXTREMADURA               | Càceres 4 diputats                                      | PP         | 131.983   | 52,13% | 2 (Carlos Javier Floriano Corrales, Rafael Rodríguez-Ponga Salamanca) | =   |
| · EXTREMADURA               | Càceres 4 diputats                                      | PSOE       | 92.349    | 36,47% | 2 (Leire Iglesias Santiago, María Pilar Lucio Carrasco) | =   |
| · GALÍCIA                   | La Corunya 8 diputats                                   | PP         | 340.206   | 51,54% | 5 (Antonio Erias Rey, Marta González Vázquez, Arsenio Miguel Fernández de Mesa, Tristana María Moraleja Gómez, Juan de Dios Ruano Gómez) | +1  |
| · GALÍCIA                   | La Corunya 8 diputats                                   | PSdeG-PSOE | 179.512   | 27,19% | 2 (Francisco Manuel Caamaño Domínguez, Miguel Ángel Cortizo Nieto) | -1  |
| · GALÍCIA                   | La Corunya 8 diputats                                   | BNG        | 77.664    | 11,76% | 1 (Francisco Xesús Jorquera Caselas) | =   |
| · GALÍCIA                   | Lugo 4 diputats                                         | PP         | 119.886   | 56,10% | 3 (Joaquín María García Díez, Jaime Eduardo De Olano Vela, María Olga Iglesias Fontal) | +1  |
| · GALÍCIA                   | Lugo 4 diputats                                         | PSdeG-PSOE | 60.162    | 28,15% | 1 (José Blanco López) | -1  |
| · GALÍCIA                   | Ourense 4 diputats                                      | PP         | 113.972   | 56,65% | 3 (Celso Luis Delgado Arce, Guillermo Collarte Rodríguez, Ana Belén Vázquez Blanco) | +1  |
| · GALÍCIA                   | Ourense 4 diputats                                      | PSdeG-PSOE | 56.205    | 27,93% | 1 (Laura Carmen Seara Sobrado) | -1  |
| · GALÍCIA                   | Pontevedra 7 diputats                                   | PP         | 281.668   | 50,81% | 4 (Ana María Pastor, Julián Irene Garrido Valenzuela, María Paz Lago Martínez, Telmo Martín González) | +1  |
| · GALÍCIA                   | Pontevedra 7 diputats                                   | PSdeG-PSOE | 155.354   | 28,02% | 2 (Dona María del Carmen Silva Rego, Guillermo Antonio Meijón Couselo) | -1  |
| · GALÍCIA                   | Pontevedra 7 diputats                                   | BNG        | 66.970    | 12,08% | 1 (María Olaia Fernández Davila) | =   |
| · LA RIOJA                  | La Rioja 4 diputats                                     | PP         | 94.572    | 54,71% | 3 (Conrado Escobar Las Heras, María Concepción Bravo Ibáñez, Juan Antonio Abad Pérez) | +1  |
| · LA RIOJA                  | La Rioja 4 diputats                                     | PSOE       | 53.697    | 31,06% | 1 (César Luena López) | -1  |
| · MADRID                    | Madrid 36 diputats (un més que a les eleccions de 2008) | PP         | 1.708.572 | 50,84% | 19 (Mariano Rajoy Brey, María Soraya Sáenz de Santamaría Antón, Ana Mato Adrover, Alberto Ruiz-Gallardón, Miguel Arias Cañete, Santiago Cervera Soto, Juan Carlos Vera Pró, Ignacio Esteban Astarloa Huarte-Mendicoa, Beatriz Rodríguez-Salmones Cabeza, Cayetana Álvarez de Toledo Peralta Ramos, Teófilo De Luis Rodríguez, María Teresa De Lara Carbó, Carlos Aragonés Mendiguchía, Eva Durán Ramos, Gabriel Elorriaga Pisarik, María Carmen Álvarez-Arenas Cisneros, Mario Mingo Zapatero, María Luz Bajo Prieto, Alfonso Alfredo De Senillosa Ramoneda) | +1  |
| · MADRID                    | Madrid 36 diputats (un més que a les eleccions de 2008) | PSOE       | 875.044   | 26,03% | 10 (Alfredo Pérez Rubalcaba, Elena Valenciano, Tomás Gómez, Cristina Narbona, Rafael Simancas, Antonio Hernando Vera Rosa, Delia Blanco Terán, José Enrique Serrano Martínez, Diego López Garrido, Ángeles Álvarez Álvarez) | -5  |
| · MADRID                    | Madrid 36 diputats (un més que a les eleccions de 2008) | UPyD       | 346.122   | 10,29% | 4 (Rosa Díez, Carlos Martínez Gorriarán, Álvaro Anchuelo Crego, Irene Lozano Domingo) | +3  |
| · MADRID                    | Madrid 36 diputats (un més que a les eleccions de 2008) | IU         | 270.223   | 8,04%  | 3 (Cayo Lara, Ascensión de las Heras Ladera, María Caridad García Álvarez) | +2  |
| · MELILLA                   | Melilla 1 diputat                                       | PP         | 17.791    | 66,73% | 1 (Antonio Gutiérrez Molina) | =   |
| MURCIA                      | Múrcia 10 diputats                                      | PP         | 471.354   | 64,27% | 8 (María Pilar Barreiro Alvarez, Vicente Antonio Martínez-Pujalte López, Andrés José Ayala Sánchez, Jaime García-Legaz Ponce, María Ascensión Carreño Fernández, Lourdes Méndez Monasterio, Arsenio Pacheco Atienza, Dolores Bolarín Sánchez) | +1  |
| MURCIA                      | Múrcia 10 diputats                                      | PSOE       | 153.672   | 20,95% | 2 (María González Veracruz, Pedro Saura García) | -1  |
| · NAVARRA                   | Navarra 5 diputats                                      | UPN-PP     | 126.101   | 38,18% | 2 (Carlos Salvador Armendariz, José Cruz Pérez Lapazarán) | =   |
| · NAVARRA                   | Navarra 5 diputats                                      | PSOE       | 72.656    | 22,00% | 1 (Juan Moscoso del Prado) | -1  |
| · NAVARRA                   | Navarra 5 diputats                                      | Amaiur     | 49.100    | 14,86% | 1 (Sabino Cuadra) | +1  |
| · NAVARRA                   | Navarra 5 diputats                                      | G-Bai      | 42.411    | 12,84% | 1 (Uxue Barkos) | +1  |
| · PAÍS BASC                 | Àlaba 4 diputats                                        | PP         | 45.891    | 27,17% | 1 (Alfonso Alonso) | =   |
| · PAÍS BASC                 | Àlaba 4 diputats                                        | PSE-EE     | 39.579    | 23,44% | 1 (Ramón Jáuregui) | -1  |
| · PAÍS BASC                 | Àlaba 4 diputats                                        | Amaiur     | 32.267    | 19,11% | 1 (Iker Urbina) | +1  |
| · PAÍS BASC                 | Àlaba 4 diputats                                        | EAJ-PNB    | 31.849    | 18,86% | 1 (Emilio Olabarria Muñoz) | =   |
| · PAÍS BASC                 | Guipúscoa 6 diputats                                    | Amaiur     | 129.655   | 34,80% | 3 (Maite Aristegi, Andrea Larreina, Xabier Errekondo) | +3  |
| · PAÍS BASC                 | Guipúscoa 6 diputats                                    | EAJ-PNB    | 83.445    | 22,40% | 1 (Arantza Tapia) | -1  |
| · PAÍS BASC                 | Guipúscoa 6 diputats                                    | PSE-EE     | 78.100    | 20,96% | 1 (Odón Elorza) | -2  |
| · PAÍS BASC                 | Guipúscoa 6 diputats                                    | PP         | 51.088    | 13,71% | 1 (Jose Eugenio Azpiroz) | =   |
| · PAÍS BASC                 | Biscaia 8 diputats                                      | EAJ-PNB    | 208.223   | 32,62% | 3 (Josu Erkoreka, Aitor Esteban, Pedro Azpiazu) | =   |
| · PAÍS BASC                 | Biscaia 8 diputats                                      | PSE-EE     | 136.426   | 21,37% | 2 (Eduardo Madina, José María Benegas) | -2  |
| · PAÍS BASC                 | Biscaia 8 diputats                                      | Amaiur     | 122.606   | 19,21% | 2 (Iñaki Antigüedad, Jon Iñarritu) | +2  |
| · PAÍS BASC                 | Biscaia 8 diputats                                      | PP         | 113.021   | 17,70% | 1 (Leopoldo Barreda) | =   |
| · PAÍS VALENCIÀ             | Alacant 12 diputats                                     | PP         | 489.297   | 55,21% | 8 (Federico Trillo (substituït per Julia de Micheo Carrillo-Albornoz), Gerardo Camps Devesa, Macarena Montesinos, Mario Flores, Miriam Blasco, Santiago Martínez Rodríguez, José López Garrido, Amparo Ferrando Sendra) | +1  |
| · PAÍS VALENCIÀ             | Alacant 12 diputats                                     | PSPV-PSOE  | 238.826   | 26,95% | 4 (Leire Pajín (substituïda per Patricia Blanquer Alcaraz), Federico Buyolo García (substituït per Baltasar Ortiz Gutiérrez), Gabriel Echávarri Fernández (substituït per Rufino Selva Guerrero), Herick Manuel Campos) | -1  |
| · PAÍS VALENCIÀ             | Castelló 5 diputats                                     | PP         | 156.544   | 52,87% | 3 (Manuel Cervera (substituït per Manuel Ibáñez Gimeno, Andrea Fabra, Ascensió Figueres) | =   |
| · PAÍS VALENCIÀ             | Castelló 5 diputats                                     | PSPV-PSOE  | 87.461    | 19,54% | 2 (Ximo Puig (substituït per Josep Lluís Grau Vallès), Susana Ros) | =   |
| · PAÍS VALENCIÀ             | València 16 diputats                                    | PP         | 742.624   | 52,24% | 9 (Esteban González Pons, Belén Juste, Ignacio Gil, Marta Torrado, Rubén Moreno Palanques, substituït per María Martín Revuelta, Belén Hoyo Juliá, Ignacio Uriarte, substituït per Juan Vicente Pérez Aras, Vicente Ferrer, Susana Camarero substituïda per Teresa García Sena) | =   |
| · PAÍS VALENCIÀ             | València 16 diputats                                    | PSPV-PSOE  | 369.404   | 25,98% | 4 (Inmaculada Rodríguez-Piñero, substituïda per Antoni Such Botella, substituït per Talía Roselló Saus; Ciprià Císcar, José Luis Ábalos, Carmen Montón, substituït per Josep Antoni Santamaría i Mateo) | -3  |
| · PAÍS VALENCIÀ             | València 16 diputats                                    | EUPV-EV    | 96.237    | 6,77%  | 1 (Ricardo Sixto) | +1  |
| · PAÍS VALENCIÀ             | València 16 diputats                                    | Compromís  | 85.725    | 6,03%  | 1 (Joan Baldoví) | +1  |
| · PAÍS VALENCIÀ             | València 16 diputats                                    | UPyD       | 84.277    | 5,92%  | 1 (Toni Cantó, substituït per Julio Lleonart Crespo) | +1  |

### Senat
- Electorat:
- Votants: 24.411.187 (71,17%).
- Abstenció: 9.889.354 (28,83%).
- Vots vàlids: (%).
- Vots nuls: 904.675 (3,71%).
- Vots Blancs: 1.263.120 (5,37%).

| ← Eleccions generals espanyoles, 20 de novembre de 2011 → |          |      |
| Partit                                                    | Senadors | Dif. |
| Partit Popular (PP)                                       | 136      | +35  |
| Partit Socialista Obrer Espanyol (PSOE)                   | 48       | -40  |
| Convergència i Unió (CiU)                                 | 9        | +5   |
| Partit Nacionalista Basc (EAJ-PNB)                        | 4        | +2   |
| PSC-ICV-EUiA                                              | 7        | -5   |
| Amaiur                                                    | 3        | +3   |
| CC-NC-PNC                                                 | 1        | =    |

## Conseqüències
El Partit Popular va guanyar les eleccions amb majoria absoluta al Congrés dels Diputats i al Senat. Mariano Rajoy Brey va ser proposat pel rei Joan Carles I com a candidat a la presidència del Govern i, el 20 de desembre, el Congrés dels Diputats li va atorgar la confiança amb el suport de 187 membres dels 350 de la cambra baixa, sent investit president del Govern espanyol. L'endemà va prendre possessió com a president del Govern de la X legislatura, davant el cap de l'Estat. Fruit de la Reforma laboral de 2012, aprovada en el Consell de Ministres del 10 de febrer de 2010,